# René Guissart (remero)
René Jacques Guissart (12 de septiembre de 1929-8 de septiembre de 2014) fue un deportista francés que compitió en remo. Fue hermano del también remero Jean-Jacques Guissart.
Participó en dos Juegos Olímpicos de Verano en los años 1952 y 1956, obteniendo una medalla de bronce en Melbourne 1956 en la prueba de cuatro sin timonel.

## Palmarés internacional
| Juegos Olímpicos | Juegos Olímpicos      | Juegos Olímpicos  | Juegos Olímpicos   |
| Año              | Lugar                 | Medalla           | Prueba             |
| ---------------- | --------------------- | ----------------- | ------------------ |
| 1956             | Melbourne (Australia) | Medalla de bronce | Cuatro sin timonel |